# Cattedrale di Santa Maria Maggiore (Teggiano)
La chiesa di Santa Maria Maggiore è la cattedrale della diocesi di Teggiano-Policastro.

## Origini
L'attuale chiesa cattedrale risale alla seconda metà del XIII secolo, consacrata il 12 agosto 1274, ed edificata per volere di Carlo D'Angiò con impianto gotico. Rimaneggiata diverse volte nel corso dei secoli, subì un'importante modifica dopo il terremoto del 1857, in concomitanza con l'erezione di Teggiano a diocesi (21 settembre 1850): infatti in questa occasione fu invertito l'orientamento dell'edificio originario, la cui primitiva facciata era preceduta da un portico con campanile e battistero, e fu ingrandita la chiesa con l'edificazione ex novo del transetto, della zona presbiteriale e della sacrestia. L'attuale campanile è opera moderna d'inizio Novecento.

## Esterno
L'entrata principale, secondo l'attuale prospetto, è diametralmente opposta a quella antica: si entrava nel tempio da un portico situato sull'attuale via Roma. Fu in seguito a quell'incauto rifacimento che perse la sua struttura gotica.
Il portale maggiore è opera dello scultore ed architetto Melchiorre da Montalbano che, essendo stato allievo di Bartolomeo da Foggia ed avendo lavorato per molto tempo a contatto con le maestranze pugliesi, diede al portale la sagoma tipica di quelli pugliesi: impostazione con stipiti formati da un gruppo di agili colonnine corinzie e da un architrave piano, ornato di fogliame semplice e sormontato da un arco a tutto sesto, chiuso in un frontone triangolare.
Il portale laterale, del 1508, la cui realizzazione si attribuisce a Francesco da Sicignano ricalca, nella simmetria ed in alcune forme, quello principale.
La facciata esterna prospiciente via Roma è ornata da quattro edicole funerarie , un Cavaspina e due colonne sormontate da un capitello, risalenti anch'esse all'epoca romana.

## Le tombe

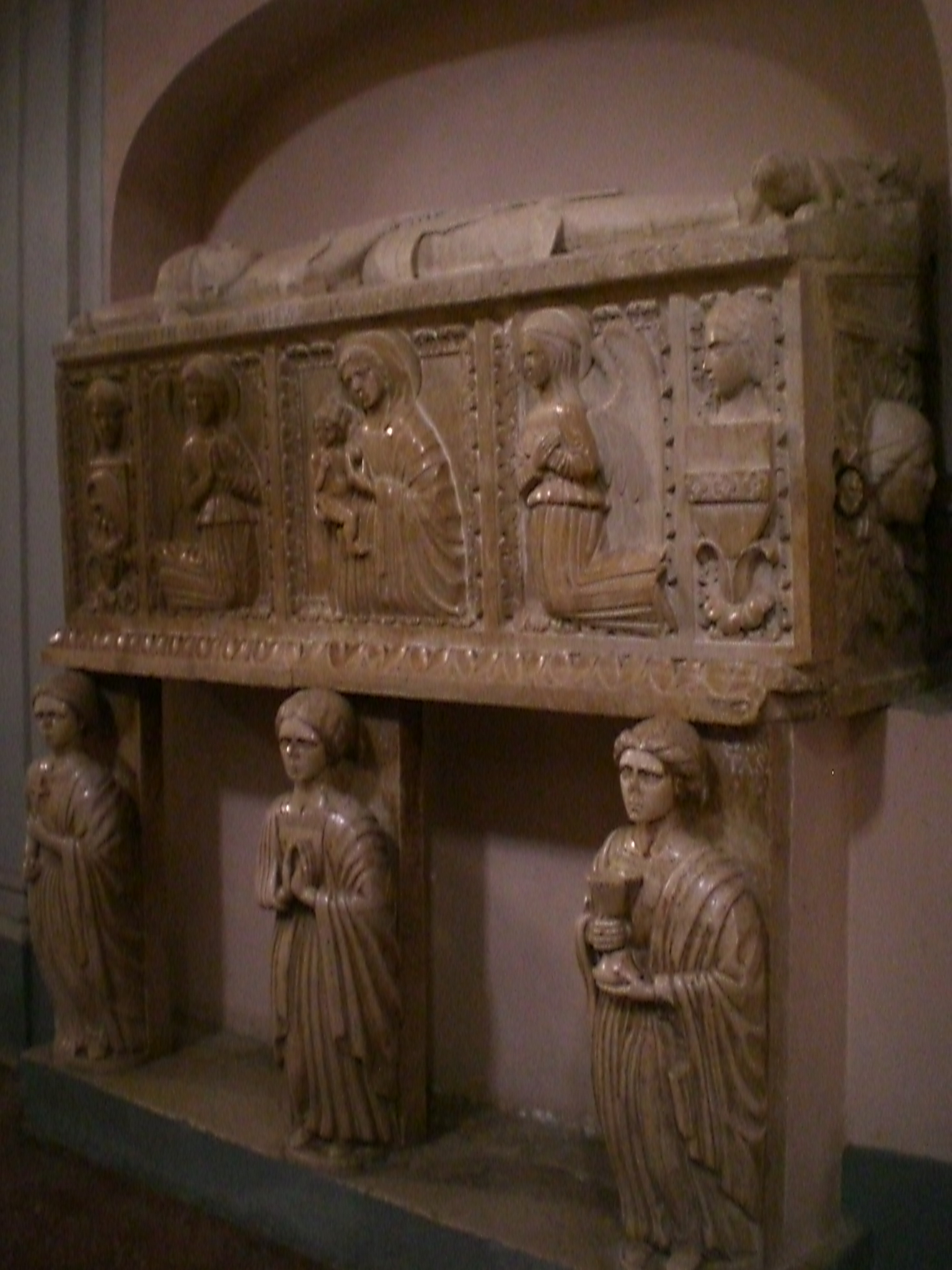
La tomba di Stasio De Heustasio, nella cattedrale di Teggiano

L'interno conserva quattro tombe; artisticamente pregevole è la tomba di Enrico Sanseverino, gran Connestabile del Regno di Napoli, figlio di Tommaso II, fondatore della Certosa di Padula, nel 1314, opera del grande artista gotico senese Tino di Camaino.
La tomba del soldato dianese Stasio De Heustasio, posta lungo la stessa navata, fu scolpita nel 1472, probabilmente ad opera di Francesco da Sicignano: rimasta vuota per secoli, la tomba accoglie le spoglie mortali del primo vescovo di Teggiano, Mons. Valentino Vignone.
Nella navata opposta si scorge immediatamente la tomba, datata 1488, del medico senese Orso Malavolta, che evidenzia lo stile fastoso e retorico del classicismo rinascimentale.
Dalla lettura dell'iscrizione emerge che Orso Malavolta svolse la professione di medico sia presso il Principe Antonello Sanseverino che presso il re di Napoli.
Nella parte alta della tomba, sotto un rinascimentale cassettonato, si scorge lo stemma dei senesi Malavolta.
Infine, all'estremità della navata sinistra vi è, addossata alla parete, una tomba di fattura certamente minore rispetto alle altre, appartenente agli Schipani, ultimi duchi di Diano.

## L'ambone

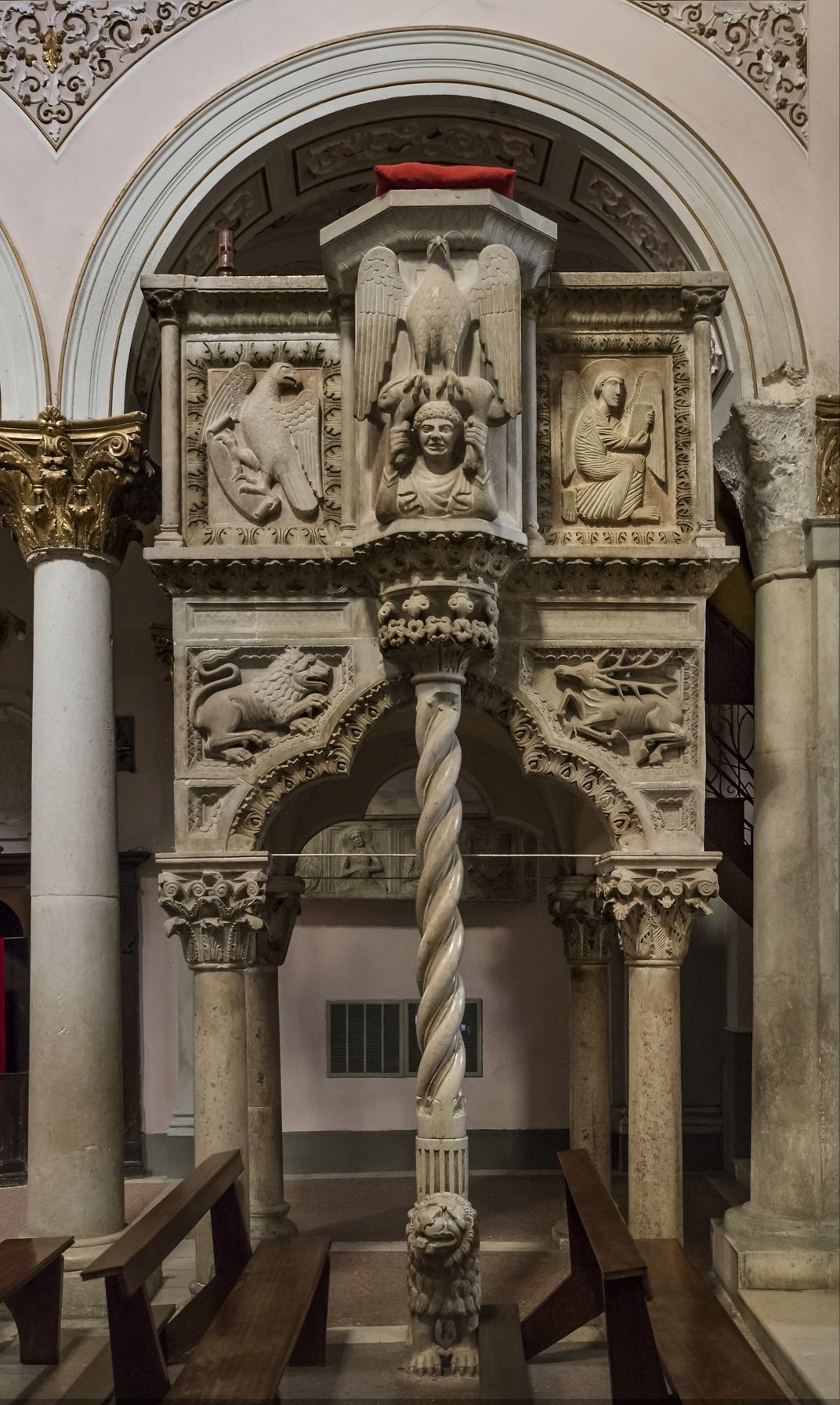
L'ambone, opera di magister Melchiorre (1271)

L'opera scultorea artisticamente più interessante, conservata nella cattedrale è l'ambone di Melchiorre, datato 1271 ed autografato dallo stesso, così come si legge sui bordi del prospetto laterale.
Eseguito in stile tardo-romanico con richiami ad esperienze artistiche del contesto federiciano, è sorretto da quattro colonne con capitello di diverso disegno.
Sono evidenti in bassorilievo i simboli degli Evangelisti e le figure di Adamo ed Eva.
Nel prospetto principale vi è una quinta colonna tortile, avente come base un leone stiloforo, sormontata da un gruppo scultoreo allegorico raffigurante un uomo che porta sulle spalle un leprotto, ghermito a sua volta da un'aquila. L'iconografia dovrebbe riferirsi alla quotidiana lotta contro il peccato (lepre), tra il corpo (uomo) e lo spirito (aquila).

## Interno

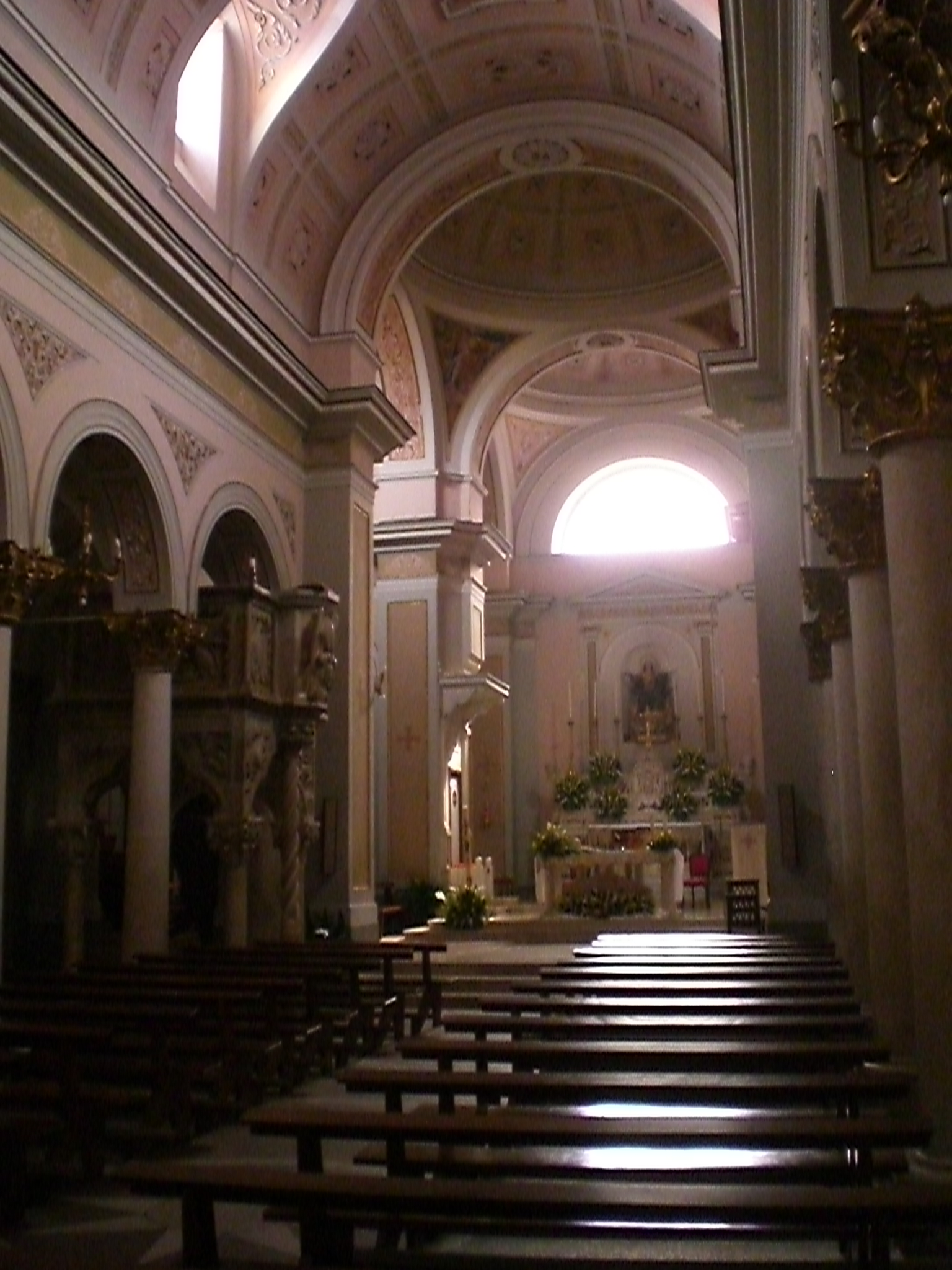
Interno della Cattedrale di Teggiano

Fanno inoltre parte del patrimonio scultoreo della cattedrale un crocifisso in legno del 1400, la statua lignea di San Cono da Teggiano, opera di Domenico Di Venuta (1714) e quella ottocentesca in legno policromo dell'Assunta, opera di Giacomo Colombo.
Nella cappella posta nella navata di sinistra, oltre alla statua ottocentesca di San Cono "dormiente" , è possibile ammirare due tele di fine Seicento, "Madonna con San Cono" e "Miracolo di San Cono" , ed una teca contenente le ossa stesse del concittadino San Cono, di cui Teggiano ha sempre onorato la memoria.
Nel transetto sono presenti due tele del XVI secolo: "Madonna del Rosario" e "Circoncisione di Gesù".
Di un certo pregio sono anche la coppia di sculture cinquecentesche raffiguranti immagini di Angeli, di autore ignoto, poste ai lati dell'altare principale.